# Dolenji Radenci
Dolenji Radenci este o localitate din comuna Črnomelj, Slovenia, cu o populație de 35 de locuitori.